# العلاقات القطرية الكوستاريكية
العلاقات القطرية الكوستاريكية هي العلاقات الثنائية التي تجمع بين قطر وكوستاريكا.

## مقارنة بين البلدين
هذه مقارنة عامة ومرجعية للدولتين:
| وجه المقارنة                                              | قطر           | كوستاريكا                                 |
| --------------------------------------------------------- | ------------- | ----------------------------------------- |
| المساحة (كم2)                                             | 11.44 ألف     | 51.10 ألف                                 |
| عدد السكان (نسمة)                                         | 2.64 مليون    | 4.91 مليون                                |
| الكثافة السكانية (ن./كم²)                                 | 230.77        | 96.09                                     |
| العاصمة                                                   | الدوحة        | سان خوسيه                                 |
| اللغة الرسمية                                             | اللغة العربية | اللغة الإسبانية                           |
| العملة                                                    | ريال قطري     | كولون كوستاريكي                           |
| الناتج المحلي الإجمالي (بليون دولار)                      | 167.61 مليار  | 57.06 مليار                               |
| الناتج المحلي الإجمالي (تعادل القوة الشرائية) بليون دولار | 316.40 مليار  | 74.98 مليار                               |
| الناتج المحلي الإجمالي الاسمي للفرد دولار أمريكي          | 73.65 ألف     | 11.26 ألف                                 |
| الناتج المحلي الإجمالي للفرد دولار أمريكي                 | 141.54 ألف    | 14.92 ألف                                 |
| مؤشر التنمية البشرية                                      | 0.850         | 0.766                                     |
| رمز المكالمات الدولي                                      | +974          | +506                                      |
| رمز الإنترنت                                              | .qa           | .cr، قائمة نطاقات المستوى الأعلى للإنترنت |
| المنطقة الزمنية                                           | ت ع م+03:00   | 00                                        |

## منظمات دولية مشتركة
يشترك البلدان في عضوية مجموعة من المنظمات الدولية، منها:
| علم المنظمة | اسم المنظمة                               | تاريخ انضمام قطر | تاريخ انضمام كوستاريكا |
| ----------- | ----------------------------------------- | ---------------- | ---------------------- |
|             | الاتحاد البريدي العالمي                   | ?                | ?                      |
|             | يونسكو                                    | 27 يناير 1972    | 19 مايو 1950           |
|             | البنك الدولي للإنشاء والتعمير             | 25 سبتمبر 1972   | 8 يناير 1946           |
|             | منظمة التجارة العالمية                    | ?                | ?                      |
|             | وكالة ضمان الاستثمار متعدد الأطراف        | 22 أكتوبر 1996   | 8 فبراير 1994          |
|             | الاتحاد الدولي للاتصالات                  | 27 مارس 1973     | 13 سبتمبر 1932         |
|             | منظمة الشرطة الجنائية الدولية             | ?                | ?                      |
|             | مؤسسة التمويل الدولية                     | 11 أكتوبر 2008   | 20 يوليو 1956          |
|             | الأمم المتحدة                             | 21 سبتمبر 1971   | 2 نوفمبر 1945          |
|             | منظمة حظر الأسلحة الكيميائية              | ?                | ?                      |
|             | المركز الدولي لتسوية المنازعات الاستشارية | 20 يناير 2011    | 27 مايو 1993           |

## وصلات خارجية
- موقع وزارة الخارجية القطرية
- موقع وزارة الخارجية الكوستاريكية